# Coulombs (Eure-et-Loir)
Pour les articles homonymes, voir Coulombs.
Coulombs est une commune française située dans le département d'Eure-et-Loir en région Centre-Val de Loire.

## Géographie

### Situation
La commune de Coulombs est située sur la rive droite de l'Eure.

Situation géographique
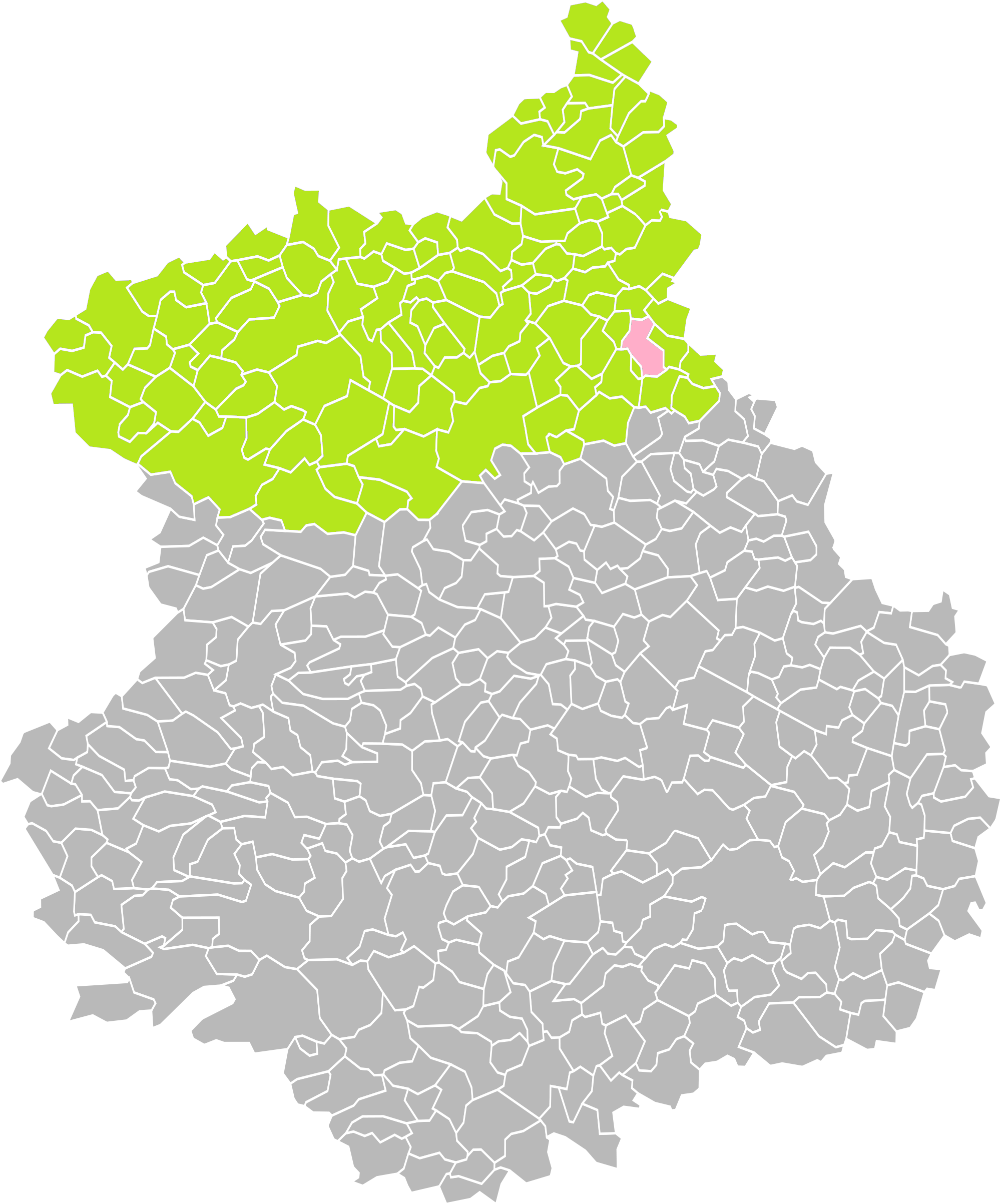
Coulombs dans son arrondissement.
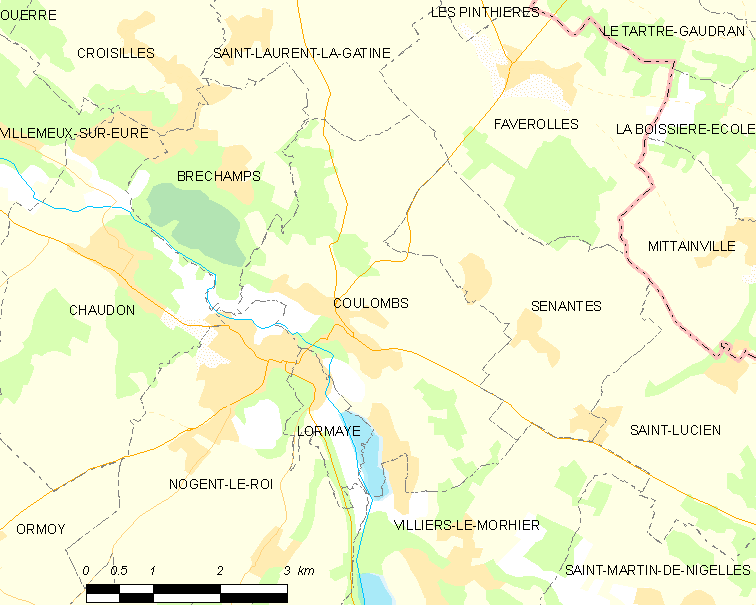
Carte de la commune de Coulombs.

### Communes limitrophes
| Bréchamps     | Saint-Laurent-la-Gâtine | Faverolles          |
| Bréchamps     | Coulombs                | Senantes            |
| Nogent-le-Roi | Lormaye                 | Villiers-le-Morhier |

### Lieu-dit et écart
- Chandelles

### Transports et voies de communications

#### Réseau routier
Longueur de la voirie : 26 169 km.

#### Desserte ferroviaire
Les gares SNCF les plus proches sont celles de Maintenon et d'Épernon, situées respectivement à 9 et 12 km.

#### Bus
La commune est desservie par la ligne 8 Dreux - Nogent-le-Roi - Maintenon du Réseau de mobilité interurbaine (Rémi).
Les arrêts sont : Église - Haut Murger - Chandelles

### Climat
Pour des articles plus généraux, voir Climat du Centre-Val de Loire et Climat d'Eure-et-Loir.
En 2010, le climat de la commune est de type climat océanique dégradé des plaines du Centre et du Nord, selon une étude du CNRS s'appuyant sur une série de données couvrant la période 1971-2000. En 2020, Météo-France publie une typologie des climats de la France métropolitaine dans laquelle la commune est dans une zone de transition entre le climat océanique et le climat océanique altéré et est dans la région climatique  Sud-ouest du bassin Parisien, caractérisée par une faible pluviométrie, notamment au printemps (120 à 150 mm) et un hiver froid (3,5 °C). 
Pour la période 1971-2000, la température annuelle moyenne est de 10,7 °C, avec une amplitude thermique annuelle de 14,6 °C. Le cumul annuel moyen de précipitations est de 651 mm, avec 10,7 jours de précipitations en janvier et 7,9 jours en juillet. Pour la période 1991-2020, la température moyenne annuelle observée sur la station météorologique de Météo-France la plus proche, sur la commune de Houx à 11 km à vol d'oiseau, est de 11,2 °C et le cumul annuel moyen de précipitations est de 622,1 mm,. Pour l'avenir, les paramètres climatiques de la commune estimés pour 2050 selon différents scénarios d'émission de gaz à effet de serre sont consultables sur un site dédié publié par Météo-France en novembre 2022.

## Urbanisme

### Typologie
Au 1er janvier 2024, Coulombs est catégorisée petite ville, selon la nouvelle grille communale de densité à 7 niveaux définie par l'Insee en 2022.
Elle appartient à l'unité urbaine de Nogent-le-Roi, une agglomération intra-départementale dont elle est une commune de la banlieue,. Par ailleurs la commune fait partie de l'aire d'attraction de Paris, dont elle est une commune de la couronne,. 

### Occupation des sols
L'occupation des sols de la commune, telle qu'elle ressort de la base de données européenne d’occupation biophysique des sols Corine Land Cover (CLC), est marquée par l'importance des territoires agricoles (73,8 % en 2018), en augmentation par rapport à 1990 (72,3 %). La répartition détaillée en 2018 est la suivante : 
terres arables (67,7 %), forêts (14,1 %), zones urbanisées (10,2 %), prairies (4,2 %), zones agricoles hétérogènes (2 %), eaux continentales (1,8 %). L'évolution de l’occupation des sols de la commune et de ses infrastructures peut être observée sur les différentes représentations cartographiques du territoire : la carte de Cassini (XVIIIe siècle), la carte d'état-major (1820-1866) et les cartes ou photos aériennes de l'IGN pour la période actuelle (1950 à aujourd'hui).

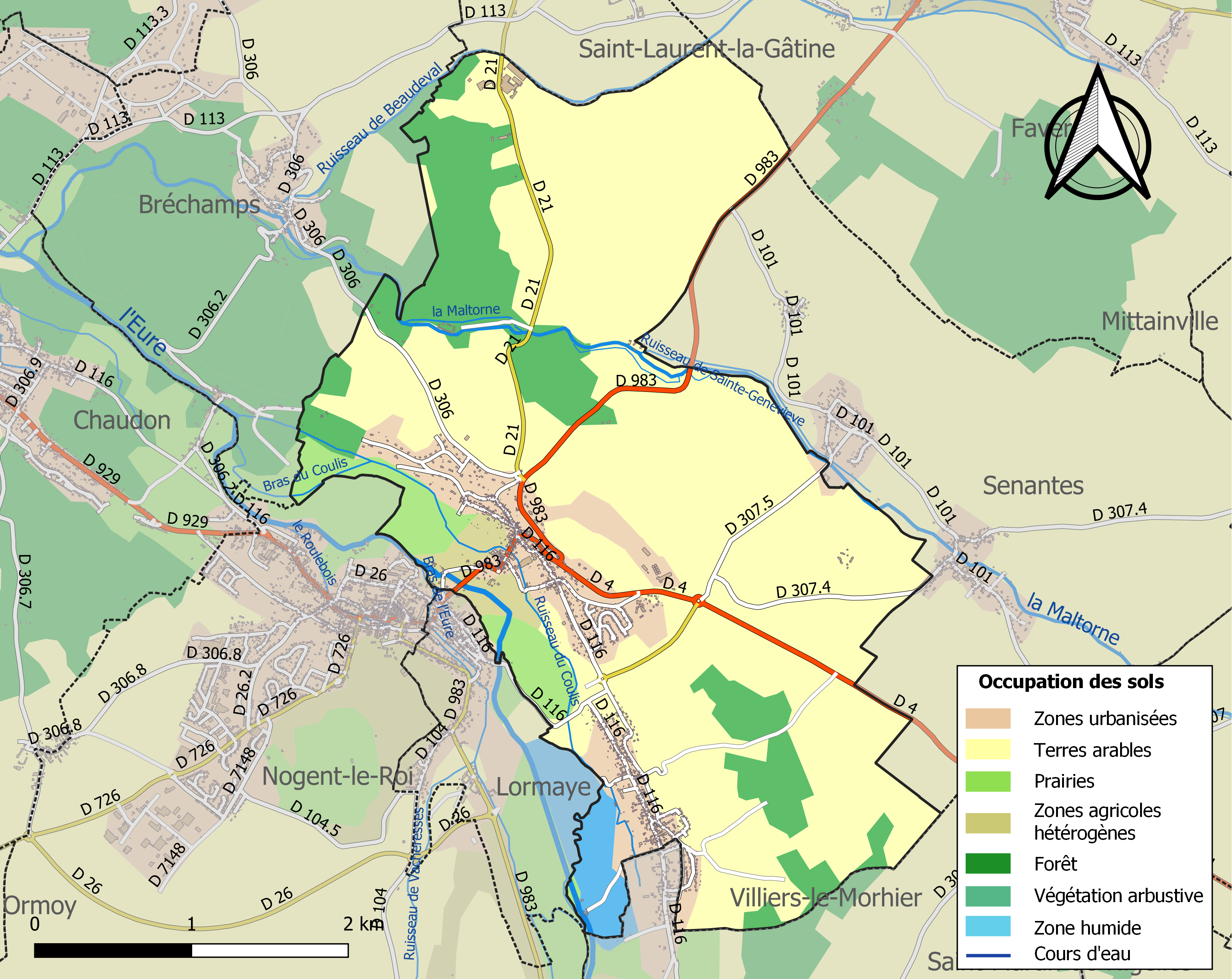
Carte des infrastructures et de l'occupation des sols de la commune en 2018 (CLC).

### Risques majeurs
Le territoire de la commune de Coulombs est vulnérable à différents aléas naturels : météorologiques (tempête, orage, neige, grand froid, canicule ou sécheresse), inondations, mouvements de terrains et séisme (sismicité très faible). Il est également exposé à un risque technologique, le transport de matières dangereuses. Un site publié par le BRGM permet d'évaluer simplement et rapidement les risques d'un bien localisé soit par son adresse soit par le numéro de sa parcelle.

#### Risques naturels
Certaines parties du territoire communal sont susceptibles d’être affectées par le risque d’inondation par débordement de cours d'eau et par une crue à  débordement lent de cours d'eau, notamment la Maltorne et l'Eure. La commune a été reconnue en état de catastrophe naturelle au titre des dommages causés par les inondations et coulées de boue survenues en 1995, 1999 et 2016,.

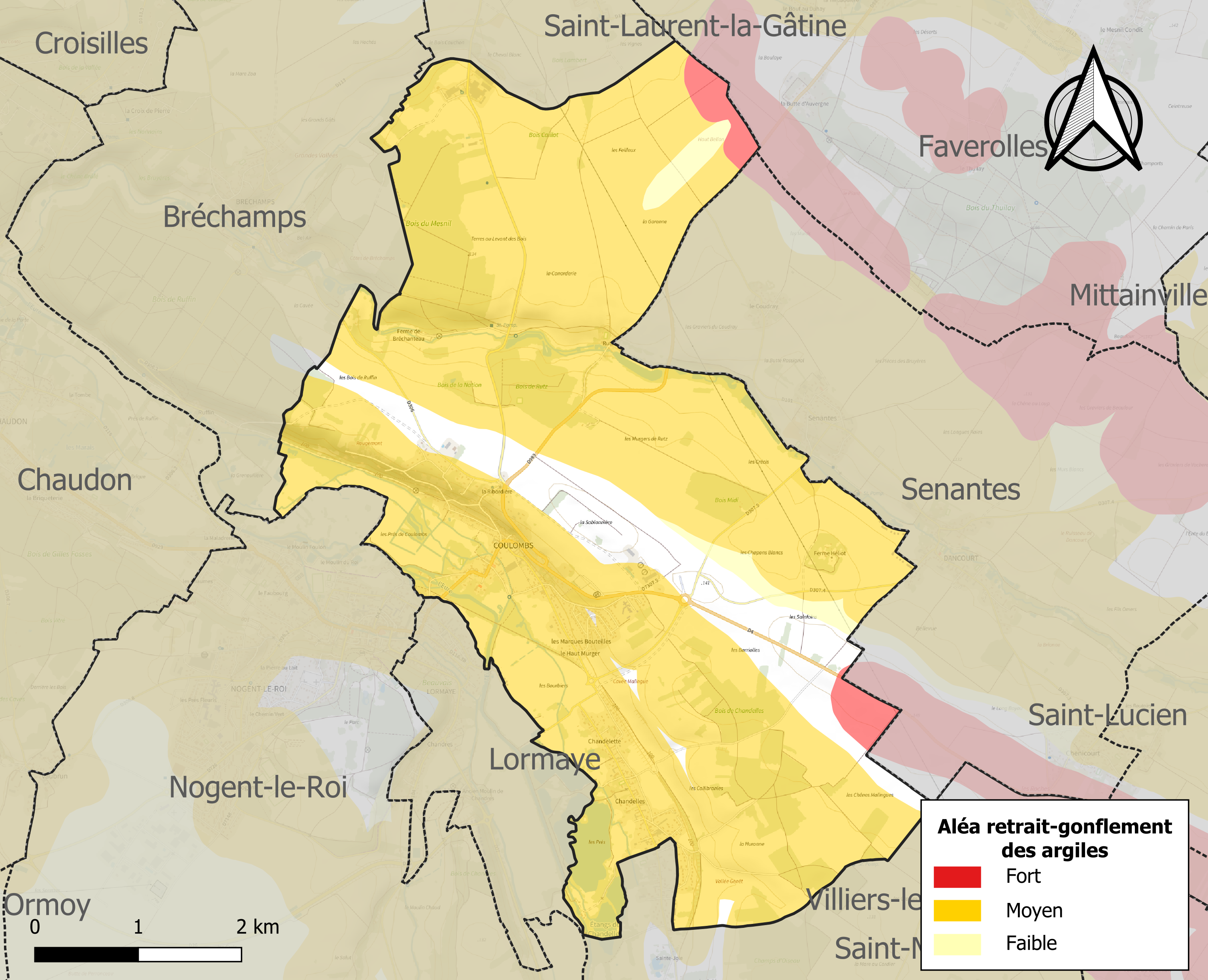
Carte des zones d'aléa retrait-gonflement des sols argileux de Coulombs.

Les mouvements de terrains susceptibles de se produire sur la commune sont des affaissements et effondrements liés aux cavités souterraines. L'inventaire national des cavités souterraines permet de localiser celles situées sur la commune.
Le retrait-gonflement des sols argileux est susceptible d'engendrer des dommages importants aux bâtiments en cas d’alternance de périodes de sécheresse et de pluie. 87,3 % de la superficie communale est en aléa moyen ou fort (52,8 % au niveau départemental et 48,5 % au niveau national). Sur les 621 bâtiments dénombrés sur la commune en 2019, 614 sont en aléa moyen ou fort, soit 99 %, à comparer aux 70 % au niveau départemental et 54 % au niveau national. Une cartographie de l'exposition du territoire national au retrait gonflement des sols argileux est disponible sur le site du BRGM,.
Concernant les mouvements de terrains, la commune a été reconnue en état de catastrophe naturelle au titre des dommages causés par des mouvements de terrain en 1999.

#### Risques technologiques
Le risque de transport de matières dangereuses sur la commune est lié à sa traversée par des infrastructures routières ou ferroviaires importantes ou la présence d'une canalisation de transport d'hydrocarbures. Un accident se produisant sur de telles infrastructures est en effet susceptible d’avoir des effets graves au bâti ou aux personnes jusqu’à 350 m, selon la nature du matériau transporté. Des dispositions d’urbanisme peuvent être préconisées en conséquence.

## Toponymie
- Coulomb. n. m. milieu XIIIe siècle. Variante : Coulon. Latin Colombus = pigeon. Columbum aboutit régulièrement en français à coulon = le pigeon. Coulomb en est la forme savante. Coulomb ou Coulon : éleveur de pigeons. Nom de personne dès 1292.

- Colombas, 1028 (Archives départementales d'Eure-et-Loir-H, Abbaye Notre-Dame de Coulombs) ; Columbensibus, 1184 (Actes de Philippe II Auguste, n° 125) ; Columbae, 1243 (Archives départementales d'Eure-et-Loir-H, Abbaye Notre-Dame de Coulombs) ; Colons, 1331 (Archives départementales d'Eure-et-Loir-H, Abbaye Notre-Dame de Coulombs) ; Coulons, 1381 (Archives départementales d'Eure-et-Loir-H, Abbaye Notre-Dame de Coulombs) ; Coulon, juillet 1398 (Archives nationales-JJ 153, n° 376, fol. 256 v°) ; Coulomb, janvier 1410 (Archives nationales-JJ 164, n° 85, fol. 53 v°) ; Coulons, août 1416 (Archives nationales-JJ 169, n° 344, fol. 231) ; Coulomb, octobre 1489 (Archives nationales-JJ 225, n° 977, fol. 205 v°) ; Coullombs, mars 1501 (Archives nationales-JJ 234, n° 236, fol. 134 v°) ; Coullombz, 1589 (Archives départementales d'Eure-et-Loir-H, Abbaye Notre-Dame de Coulombs) ; Coullombs, 1740 (Bibliothèque municipale d’Orléans, Ms 995, fol. 59) ; Coulombs, XVIIIe s. (Carte de Cassini).

Le pluriel indiquerait un lieu d’élevage de pigeons.

## Histoire

### Abbaye-Notre-Dame-de-Coulombs
L'abbaye Notre-Dame de Coulombs, de l'ordre de Saint-Benoît, fut fondée vers le VIIIe siècle le long de l'Eure puis restaurée en 1029 par le premier abbé Béranger. La localité porta successivement les noms de : Colombas (1028), Columbœ (1243), Colons (1331), Coulons (1381), Coulombz (1589), Saint Cheron de Coulombs (1736). Il ne reste de la puissante abbaye carolingienne que de rares vestiges dans les propriétés privées, comme le portail roman que l'on voit en traversant la ville.
L'histoire politique de l'abbaye est un long conflit d'autorité avec le roi de France qui régente le château-fort de Nogent-le-Roi à 1 km.
De retour de croisade Louis VII confirme en 1160 le droit de haute et basse justice de l'Abbaye. Philippe-Auguste autorise l'abbaye à utiliser en 1183 le bois des forêts des Yvelines pour faire du bois et perches pour les vignes (autorisation confirmée par Saint-Louis en 1268). 
Le roi de France Philippe VI de Valois meurt à l'abbaye de Coulombs le 22 août 1350.
Henri V, roi d'Angleterre et de France séjourne à l'Abbaye en 1422. Henri V envoie la relique du Saint Prépuce à Londres auprès de sa femme, Catherine de Valois (1401-1437), qui accouche de Henri VI. La relique est restituée mais d'autres abbayes tentent de la conserver arguant que l'Abbaye de Coulombs n'est pas assez sûre.
Charles VII autorise en 1433 la navigation de l'Eure pour transporter des tonneaux de vins produits à Chartres, l'abbaye de Coulombs s'y oppose. Les moines cultivent des vignes et font du vin.
Louis XI vient visiter l'abbatiale en 1464 alors qu'il est l'hôte de Pierre de Brézé, seigneur de Nogent-le-Roi.
Le 14 juin 1475, Jacques de Brézé, seigneur de Nogent-le-Roi tue sa femme, Charlotte de France. Elle est enterrée dans l'église de Coulombs. Jacques de Brézé est inhumé à côté de son épouse en 1494.
Louis de Brézé, seigneur de Nogent-le-Roi s'oppose en 1507 à l'abbé Guillaume de Hargeville et conteste la dîme sur les maisons données à l'Abbaye.
L'abbatiale perd ses privilèges sur Nogent-le-Roi en 1514.
Jacques de Havard, seigneur du Thuillay et de Senantes reconnaît en 1550 que l'église de Faverolles dépend de l'abbaye de Coulombs.
En 1562, l'abbaye est partiellement détruite lors de la bataille de Dreux. L'armée du prince de Condé pille l'abbaye avant le Siège de Chartres en 1568 puis elle est de nouveau pillée en 1588 par un chef de bande catholique nommé « Marigny ».
Le maréchal de Biron loge ses troupes dans l'abbaye en 1589 en occupant le siège de Nogent-le-Roi. Le 6 février 1592, Claude de La Trémoille, second d'Henri IV y installe ses troupes.
Le 14 janvier 1595 l'abbaye de Coulombs fait allégeance à Henri IV.
Le duc de Sully fait construire en 1607 un pont pour relier Coulombs à Nogent-le-Roi et ainsi enjamber le marécage qui entoure l'Eure.
Le 18 septembre 1614 Louis XIII confirme la vente de l'Abbaye au prince de Condé et le 20 juin 1615, il confisque les biens du prince de Condé qui s'est opposé à lui.
L'aqueduc de Maintenon est construit en 1686. L'abbaye est réquisitionnée pour soigner et loger la troupe qui le construit.
Le 13 mars 1789, les religieux ont autorisation de rentrer dans l'abbaye. Le 27 janvier 1791, l'abbaye est vendue en lots ainsi que ses mobiliers. L'abbatiale est détruite pendant la Révolution. Elle est transformée en carrière en 1816. Le cloître de l'abbatiale est démonté et reconstruit à Lèves (Eure-et-Loir).

## Politique et administration

### Liste des maires
| Période | Période  | Identité          | Étiquette | Qualité                              |
| ------- | -------- | ----------------- | --------- | ------------------------------------ |
| 1945    | 1959     | Victor Sage       |           |                                      |
| 1959    | 1963     | Georges Touraille |           |                                      |
| 1963    | 1995     | Etienne Petit     | DVD       |                                      |
| 1995    | 2008     | Michel Lesimple   |           |                                      |
| 2008    | En cours | Jean-Noël Marie,  |           | Agriculteur sur moyenne exploitation |

## Population et société

### Démographie
L'évolution du nombre d'habitants est connue à travers les recensements de la population effectués dans la commune depuis 1793. Pour les communes de moins de 10 000 habitants, une enquête de recensement portant sur toute la population est réalisée tous les cinq ans, les populations de référence des années intermédiaires étant quant à elles estimées par interpolation ou extrapolation. Pour la commune, le premier recensement exhaustif entrant dans le cadre du nouveau dispositif a été réalisé en 2005.

En 2022, la commune comptait 1 371 habitants, en évolution de +0,44 % par rapport à 2016 (Eure-et-Loir : −0,23 %, France hors Mayotte : +2,11 %).
| 1793 | 1800 | 1806 | 1821 | 1831 | 1836 | 1841 | 1846 | 1851 |
| ---- | ---- | ---- | ---- | ---- | ---- | ---- | ---- | ---- |
| 819  | 847  | 869  | 845  | 855  | 888  | 865  | 858  | 814  |

| 1856 | 1861 | 1866 | 1872 | 1876 | 1881 | 1886 | 1891 | 1896 |
| ---- | ---- | ---- | ---- | ---- | ---- | ---- | ---- | ---- |
| 782  | 745  | 731  | 761  | 717  | 700  | 691  | 665  | 695  |

| 1901 | 1906 | 1911 | 1921 | 1926 | 1931 | 1936 | 1946 | 1954 |
| ---- | ---- | ---- | ---- | ---- | ---- | ---- | ---- | ---- |
| 748  | 749  | 767  | 671  | 657  | 578  | 556  | 556  | 582  |

| 1962 | 1968 | 1975 | 1982 | 1990  | 1999  | 2005  | 2006  | 2010  |
| ---- | ---- | ---- | ---- | ----- | ----- | ----- | ----- | ----- |
| 609  | 606  | 714  | 868  | 1 244 | 1 265 | 1 286 | 1 309 | 1 433 |

| 2015  | 2020  | 2022  | - | - | - | - | - | - |
| ----- | ----- | ----- | - | - | - | - | - | - |
| 1 377 | 1 337 | 1 371 | - | - | - | - | - | - |

- Dont 661 hommes et 604 femmes ;
- Personnes de moins de 20 ans : 331, de plus de 75 ans : 77.

### Enseignement
Regroupement pédagogique avec les communes voisines de Lormaye, Senantes, Saint-Lucien.

## Culture locale et patrimoine

### Lieux et monuments
- Portail de l'ancienne abbaye de Coulombs
- Le musée du Louvre expose, dans l'aile Richelieu, une colonne torse historiée, sculptée dans la pierre, provenant de l'ancienne abbaye
- Relique et reliquaire du Saint Prépuce, détenus par l'abbaye de Coulombs, puis par l'église paroissiale après la Révolution, puis confiés depuis 1906 au trésor de la cathédrale de Chartres.
- La modeste église de Saint-Chéron de Coulombs, dédié en 1701, contient du mobilier qui provient de l'ancienne abbatiale, des pierres tombales et des statues du XVIIe siècle : une Nativité en bois de Michel Anguier, dont l'original est au Louvre, offerte par Anne d'Autriche lors de son pèlerinage à l'abbatiale, ainsi que les reliquaires de sainte Helvise et sainte Gemme.

Le chemin de Croix est de Gabriel Loire et les vitraux sont de Cot Dezande.
L'église contient les dépouilles de la famille de Brézé : Charlotte de France, Jacques de Brézé, Étienne de Brézé, abbé de Coulombs, ainsi que le cœur de Louis de Brézé.
- Portail, situé 2 Grande-Rue, construit par Sully pour l'hôtel de la Marine à Nogent-le-Roi en 1610 et transféré à Coulombs. Ce portail est inscrit au titre de monument historique depuis 1972[26].

Lieux et monuments de Coulombs
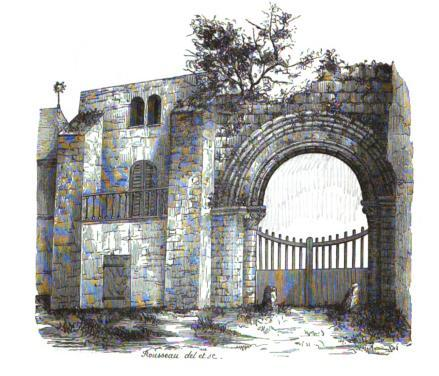
Portail de l'ancienne abbaye Notre-Dame Inscrit MH (1976)[27].
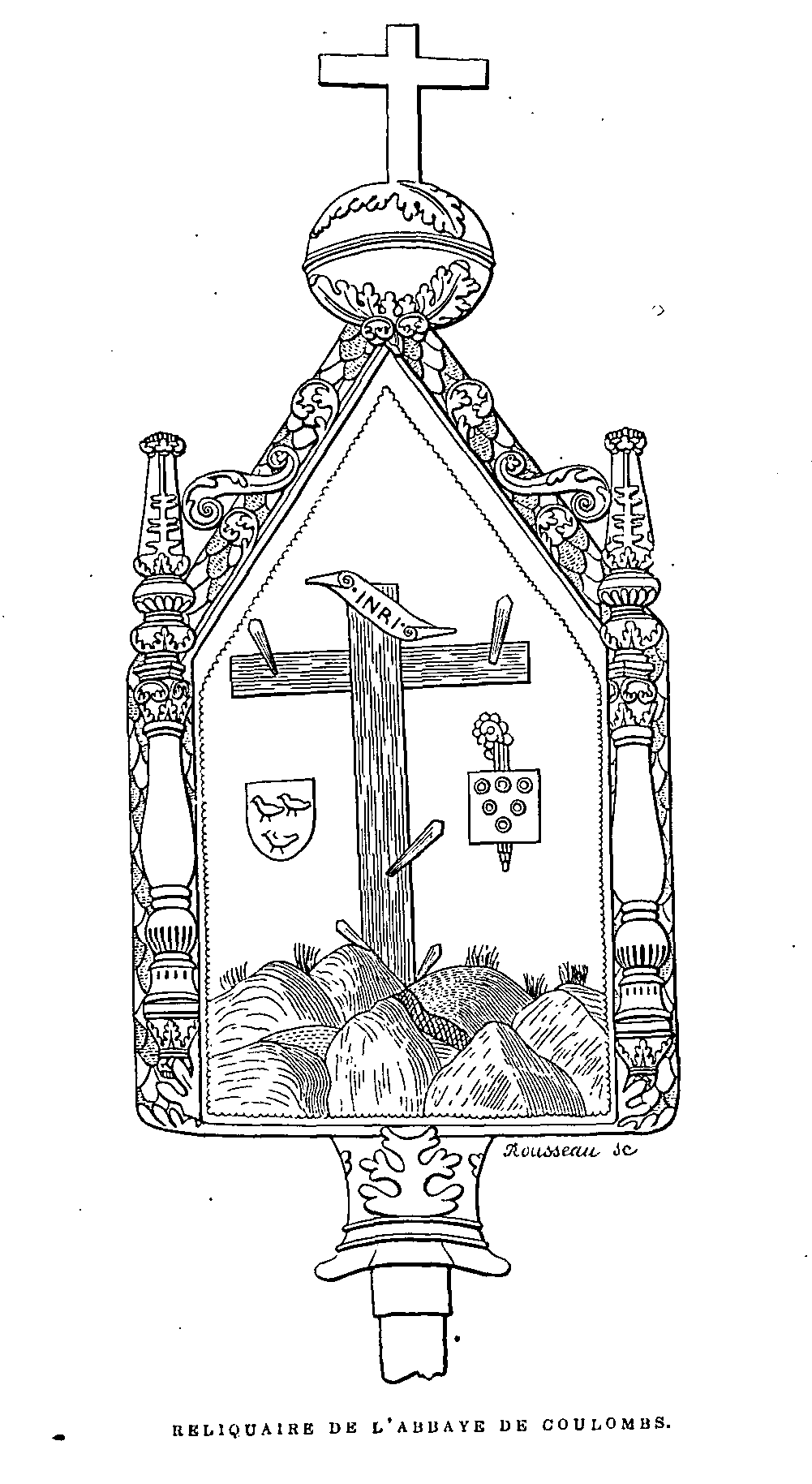
Vue du revers du reliquaire de Coulombs.
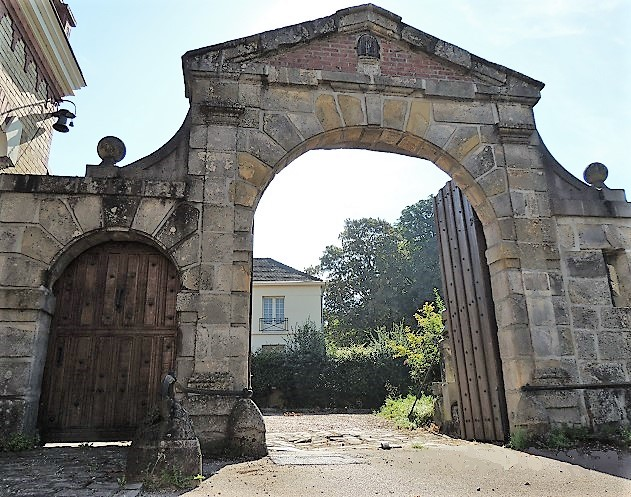
Portail, 2 Grande-Rue.

### Personnalités liées à la commune

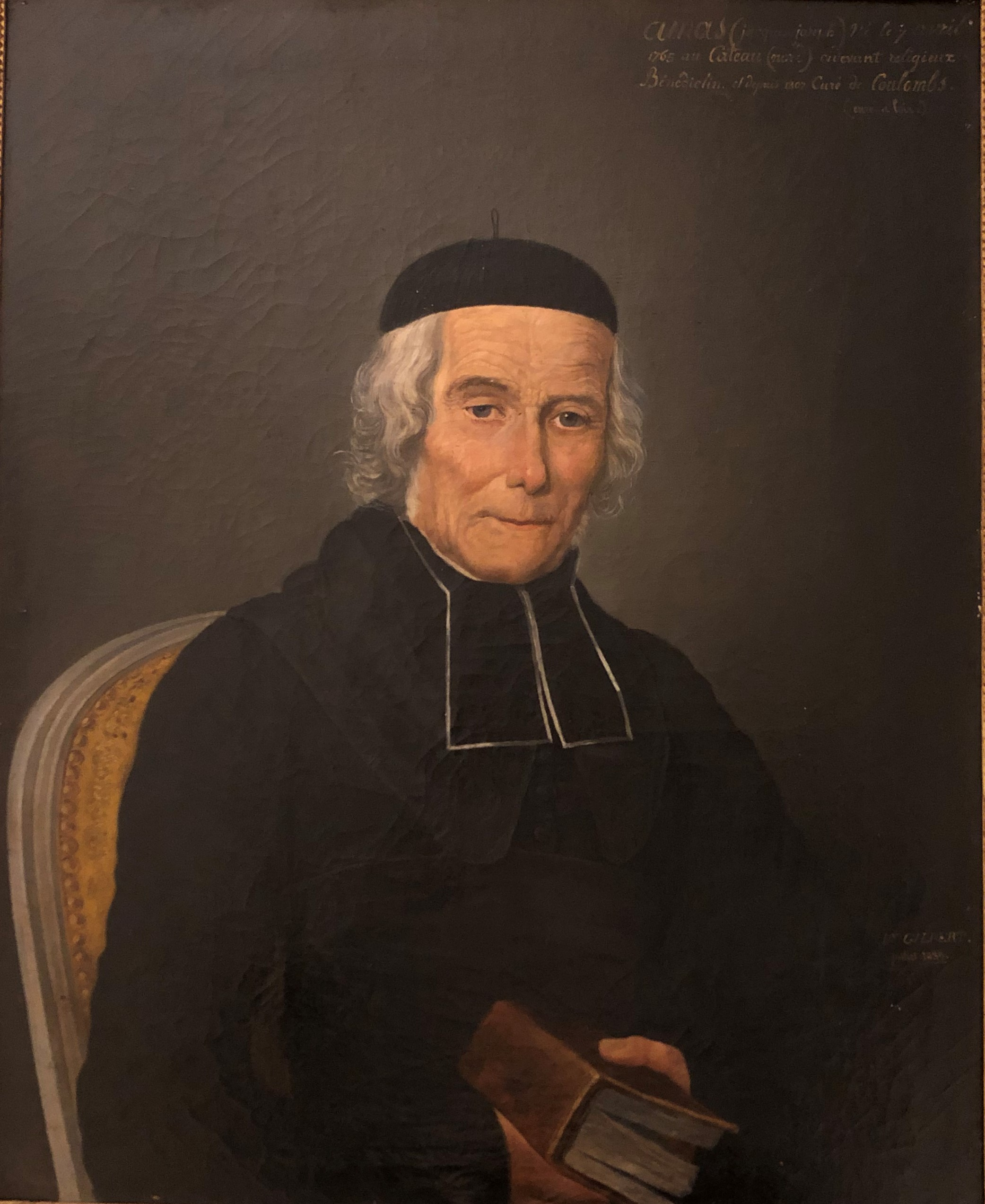
L'abbé Jacques-Joseph Amas (1839).

- Selon certaines sources, le roi Philippe VI de France meurt à l'abbaye de Coulombs dans la nuit du 22 au 23 août 1350[28]
- L'abbé Amas, curé de Coulombs, établit les confréries de sainte Gemme[29] et de la bienheureuse Héloïse de Coulombs. Il est l'auteur de :
  - Pratique de dévotion pour les femmes enceintes ou stériles dans le mariage, Dreux, imprimerie de Lemenestrel, 1816
  - La Vie de sainte Gemme, tirée des martyrologes de l'Espagne, du Portugal et de plusieurs auteurs tant anciens que modernes, Dreux, imprimerie de Lemenestrel, 1817
  - Notes historiques sur la vie de la bienheureuse Héloïse, patronne de la confrérie de ce nom, établie dans la paroisse de Coulombs, Dreux, imprimerie de Lemenestrel, 1818[30]
- Gratien Candace (1873-1953), homme politique, est enterré au cimetière de Coulombs.

### Blasonnement
|  | Les armoiries de Coulombs se blasonnent ainsi : D'azur à l'écusson du même chargé de trois fleurs de lis d'or et accompagné de trois colombes d'argent. Armoiries de l'Abbaye de Coulombs |